# Sweedie the Swatter
Sweedie the Swatter è un cortometraggio muto del 1914. Il nome del regista non viene riportato.
Con questa pellicola, la casa di produzione Essanay inaugurò una serie di comiche che avevano come protagonista il personaggio di Sweedie, una ragazza svedese, personaggio interpretato da Wallace Beery: l'attore dal fisico rude e molto mascolino, si presentava sullo schermo travestito in vesti femminili.

## Produzione
Il film fu prodotto dalla Essanay Film Manufacturing Company.

## Distribuzione
Distribuito dalla General Film Company, il film - un cortometraggio di una bobina - uscì nelle sale cinematografiche USA il 13 luglio 1914.